# الکود
الکود (به عربی: الکود) یک منطقهٔ مسکونی در یمن است که در استان ابین واقع شده است.